# Doug Moe
Douglas Edwin Moe, né le 21 septembre 1938 à Brooklyn, New York, est un ancien entraîneur américain professionnel de basket-ball. Il est étroitement associé à la franchise des Nuggets de Denver.

## Biographie
Moe fut un joueur star de l'Université de Caroline du Nord, puis en American Basketball Association pour les New Orleans Buccaneers, les Oakland Oaks, les Washington Caps, les Carolina Cougars et les Virginia Squires.
Moe devint entraineur lors de la saison 1976-77, durant 15 années, dont dix avec les Nuggets. Il a également œuvré aux Spurs de San Antonio et aux 76ers de Philadelphie. Ses équipes à Denver se caractérisaient par un style de jeu run-and-gun qui privilégiaient l'attaque à la défense, autour de joueurs tels que Dan Issel, Alex English ou Fat Lever. Il fut souvent critiqué pour son style, mais les fans l'adoraient. Il n'a jamais remporté de titre NBA, mais son bilan reste positif avec 628 victoires pour 529 défaites et il remporta le trophée de NBA Coach of the Year lors de la saison 1987-88. Il revint en 2003 en qualité d'entraineur adjoint des Nuggets, poste qu'il a occupé jusqu'en 2008.
Alors qu'il est considéré comme l'entraineur ayant le mieux réussi avec les Nuggets, beaucoup considèrent son passage chez les Sixers comme désastreux. Il n'alla même pas au bout de sa première saison et fut remplacé par son adjoint Fred Carter.